# Kapstadskonventionen

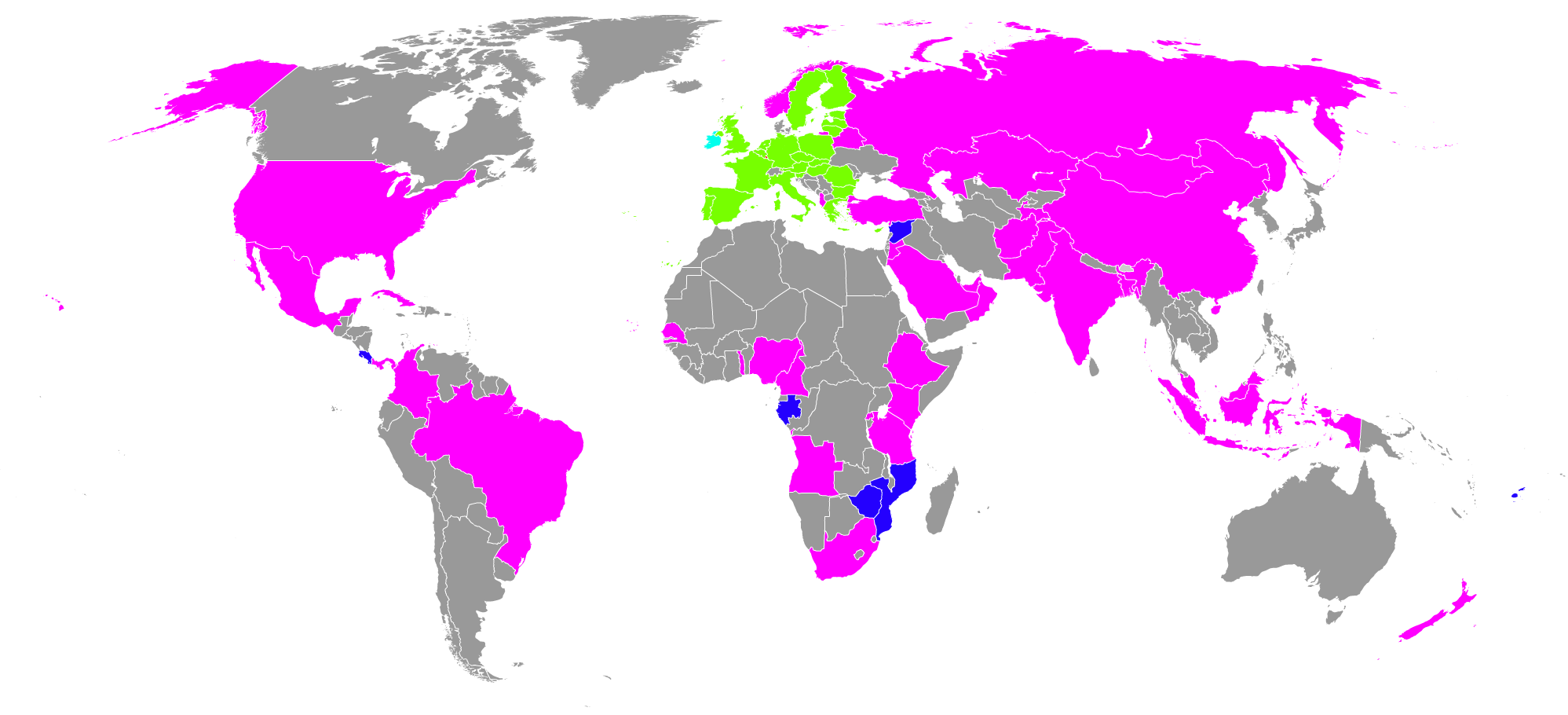
Medlemmar av Kapstadskonventionen. Färgkoder: purpur - medlemsstat (inklusive luftfartsprotokollet), grönt - Europeiska Unionen (inklusive luftfartsprotokollet), blått - medlemsstat (enbart konventionen, inga protokoll), rött - medlemsstat (både luftfarts- och järnvägsprotokollen).

Konventionen om internationell säkerhetsrätt till flyttbar egendom, eller Kapstadskonventionen, är en internationell konvention som syftar till att standardisera transaktioner som gäller flyttbar egendom. Genom konventionen skapas internationella standarder för registrering av ägarskap, inklusive särskilda registreringsorgan, säkerheter och panter, leasing och villkorliga köpekontrakt, olika legala producerer i händelse av betalningsinställelse, inklusive kvarstad och utmätning och effekten av de olika ländernas konkurslagstiftning.
Konventionen var ett resultat av en diplomatisk konferens som hölls 2001 i Kapstaden, där 68 stater och 14 internationella organisationer deltog. 53 stater skrev under resolutionen som föreslog en konvention. Konventionen trädde i kraft 1 april 2004 och har undertecknats av 28 stater.
Tre protokoll har upprättats, och är specifika för tre slag av flyttbar egendom: luftfartsutrustning (flygplan och flygmotorer, undertecknat 2001), rullande järnvägsmateriel (undertecknat 2007) och rymdutrustning (undertecknat 2012). Protokollet rörande luftfartsutrustning trädde i kraft 1 mars 2006 när det hade ratificerats av 8 stater.